# جیمی بروکس
جیمی بروکس (انگلیسی: Jamie Brooks؛ زاده ۴ ژوئن ۱۹۸۲) بازیگر پورنوگرافی اهل بریتانیا است.